# Zoosterol
Zoosterolul reprezintă o categorie de steroli; dintre zoosteroli, cel mai important este colesterolul, constituent lipidic. . Predomină în general în organismele animale, dar s-a identificat și în plante (la alge roșii).
S-a demonstrat importanța colesterolului privind statutul de element esențial pentru creșterea și funcționarea drojdiilor și ciupercilor. 

## Istoric
Izolarea colesterolului din sursele animale, se considera că acesta reprezintă sterolul universal al regnului animal. Cu toate acestea, studiile realizate in deceniul prezent indica faptul ca in anumite organisme animale, colesterolul este inlocuit total sau partial de compusi apropiati. Noi steroli au fost obtinuti din  bureti si insecte.
Dorée a fost primul care accentuase posibilitatea existentei unei game variate de steroli animali, studiul sau fiind primul studiu de biochimie comparativa.

## Răspândire
Întâlnit la organismele inferioare, insecte, echinodermate si bureți, zoosterolul este denumirea aplicata unui număr de steroli; majoritatea prezintă aceeași formulă chimică a colesterolului, sunt similari cu acesta; doar spongosterolul, descoperit de Henze in Suberites domunculu, prezinta un caracter de compus nesaturat, fiind astfel mult mai bine diferentiat de colesterol decat orice alt zoosterol.